# Giải vô địch bóng đá bãi biển thế giới 2004
Giải vô địch bóng đá bãi biển thế giới 2004  là giải đấu lần thứ 10 và cũng là lần cuối cùng của Giải vô địch bóng đá bãi biển thế giới (BSWW), giải đấu bóng đá bãi biển quốc tế danh giá nhất do các đội tuyển quốc gia nam tranh tài. Bắt đầu từ năm 2005, giải đấu đã được thay thế bằng phiên bản giải đấu của FIFA. Được tổ chức bởi công ty thể thao Koch Tavares  của Brasil hợp tác và dưới sự giám sát của Liên đoàn bóng đá bãi biển thế giới.
Giải đấu diễn ra tại Bãi biển Copacabana ở Rio de Janeiro, Brasil, cụ thể là tại Sân vận động Copacabana được xây dựng có mục đích với sức chứa 10.000 chỗ ngồi. Nhà tài trợ chính là McDonald's.
Brasil đã bảo vệ thành công chức vô địch khi một lần nữa đánh bại Tây Ban Nha trong hai trận chung kết liên tiếp.

## Tổ chức
Thể thức đã được thay đổi trở lại như giải đấu được tổ chức từ năm 1999 đến năm 2001. Điều này có nghĩa là tăng số lượng đội tham dự trở lại lên 12 đội và chia thành 4 bảng gồm 3 quốc gia tranh tài theo thể thức vòng tròn. Hai đội đứng đầu mỗi bảng sẽ giành quyền vào tứ kết, tiếp theo giải đấu diễn ra theo thể thức đấu loại trực tiếp cho đến khi tìm ra đội vô địch, cùng với một trận đấu bổ sung để xác định vị trí thứ ba.

## Đội tuyển

### Vòng loại
Các đội châu Âu đã giành quyền tham dự với bốn vị trí cao nhất của Giải vô địch bóng đá bãi biển châu Âu 2003. Các đội Nam Mỹ đã được chọn lọc dựa trên thành tích gần đây. Các đội khác tham dự trực tiếp bằng lời mời.
Châu Phi, châu Á và châu Đại Dương không có đại diện.

### Tham dự
| Khu vực châu Âu (7): - Tây Ban Nha - Pháp - Bồ Đào Nha - Thụy Sĩ1 - ÝWC - ĐứcWC - Bỉ1,WC Khu vực Bắc Mỹ (1): - Hoa KỳWC | Khu vực Nam Mỹ (3): - Perú - Uruguay - Argentina Chủ nhà: - Brasil (Nam Mỹ) |

1. Các đội tuyển lần đầu tiên tham dự.
WC. Các đội tuyển tham dự trực tiếp.

## Bốc thăm
Các đội được chia thành ba nhóm để phản ánh hoàn cảnh tương tự. Lễ bốc thăm để chỉ định một quốc gia từ mỗi nhóm vào bốn bảng đã diễn ra vào ngày 29 tháng 1 tại São Paulo và được tổ chức bởi BSWW.
| Nhóm 1 (Nam Mỹ)                                            | Nhóm 2 (Châu Âu)                          | Nhóm 3 (Tham dự trực tiếp) |
| ---------------------------------------------------------- | ----------------------------------------- | -------------------------- |
| Brasil (được chỉ định vào A1) · Uruguay · Perú · Argentina | Tây Ban Nha · Pháp · Bồ Đào Nha · Thụy Sĩ | Hoa Kỳ · Ý · Bỉ · Đức      |

## Vòng bảng
Tất cả các trận đấu diễn ra theo giờ địa phương tại Rio de Janeiro, (UTC-3)

### Bảng A
| VT | Đội     | ST | T | T+ | B | BT | BB | HS  | Đ | Giành quyền tham dự     |
| -- | ------- | -- | - | -- | - | -- | -- | --- | - | ----------------------- |
| 1  | Brasil  | 2  | 2 | 0  | 0 | 22 | 4  | +18 | 6 | Vòng đấu loại trực tiếp |
| 2  | Thụy Sĩ | 2  | 1 | 0  | 1 | 5  | 12 | –7  | 3 | Vòng đấu loại trực tiếp |
| 3  | Đức     | 2  | 0 | 0  | 2 | 2  | 13 | –11 | 0 |                         |

| Brasil                                              | 10–2     | Đức        |
| --------------------------------------------------- | -------- | ---------- |
| Buru · Benjamin · Neném · Camilo · Bruno · Jorginho | Chi tiết | dos Santos |

| Thụy Sĩ                    | 3–0      | Đức |
| -------------------------- | -------- | --- |
| Kaspar · Schirinzi · Baumi | Chi tiết |     |

| Brasil                                                       | 12–2     | Thụy Sĩ |
| ------------------------------------------------------------ | -------- | ------- |
| Júnior Negão · Jorginho · Juninho · André · Neném · Benjamin | Chi tiết | Meier   |

### Bảng B
| VT | Đội  | ST | T | T+ | B | BT | BB | HS | Đ | Giành quyền tham dự     |
| -- | ---- | -- | - | -- | - | -- | -- | -- | - | ----------------------- |
| 1  | Ý    | 2  | 1 | 1  | 0 | 4  | 3  | +1 | 5 | Vòng đấu loại trực tiếp |
| 2  | Pháp | 2  | 1 | 0  | 1 | 10 | 7  | +3 | 3 | Vòng đấu loại trực tiếp |
| 3  | Perú | 2  | 0 | 0  | 2 | 5  | 9  | –4 | 0 |                         |

| Ý                          | 3–2      | Pháp             |
| -------------------------- | -------- | ---------------- |
| Galli · Agosto · Fruzzetti | Chi tiết | Cardoso · Ottavy |

| Ý                  | 1–1 (s.h.p.) | Perú           |
| ------------------ | ------------ | -------------- |
| Nicoletta          | Chi tiết     | Zamora         |
| Loạt sút luân lưu  |              |                |
| Fruzzetti · Agosto | 2–1          | Maruy · Zamora |

| Pháp                                                         | 8–4      | Perú                            |
| ------------------------------------------------------------ | -------- | ------------------------------- |
| Samoun · Castro · Rodriguez · Coullomb · Cantona · Deleglise | Chi tiết | Leon · Maruy · Drago · Buchanan |

### Bảng C
| VT | Đội        | ST | T | T+ | B | BT | BB | HS  | Đ | Giành quyền tham dự     |
| -- | ---------- | -- | - | -- | - | -- | -- | --- | - | ----------------------- |
| 1  | Bồ Đào Nha | 2  | 2 | 0  | 0 | 17 | 2  | +15 | 6 | Vòng đấu loại trực tiếp |
| 2  | Uruguay    | 2  | 1 | 0  | 1 | 7  | 9  | –2  | 3 | Vòng đấu loại trực tiếp |
| 3  | Bỉ         | 2  | 0 | 0  | 2 | 5  | 18 | –13 | 0 |                         |

| Uruguay                                       | 6–4      | Bỉ                     |
| --------------------------------------------- | -------- | ---------------------- |
| Seba · Martín · Nico · Richard · Jorge · Pico | Chi tiết | Soudan · Belme · Crits |

| Bồ Đào Nha                                        | 12–1     | Bỉ   |
| ------------------------------------------------- | -------- | ---- |
| Madjer · Hernani · Belchior · Ricardo Loja · Alan | Chi tiết | Meex |

| Bồ Đào Nha                        | 5–1      | Uruguay |
| --------------------------------- | -------- | ------- |
| Victor · Belchior · Alan · Madjer | Chi tiết | Nico    |

### Bảng D
| VT | Đội         | ST | T | T+ | B | BT | BB | HS | Đ | Giành quyền tham dự     |
| -- | ----------- | -- | - | -- | - | -- | -- | -- | - | ----------------------- |
| 1  | Tây Ban Nha | 2  | 2 | 0  | 0 | 10 | 2  | +8 | 6 | Vòng đấu loại trực tiếp |
| 2  | Argentina   | 2  | 1 | 0  | 1 | 6  | 8  | –2 | 3 | Vòng đấu loại trực tiếp |
| 3  | Hoa Kỳ      | 2  | 0 | 0  | 2 | 2  | 8  | –6 | 0 |                         |

| Tây Ban Nha          | 4–0      | Hoa Kỳ |
| -------------------- | -------- | ------ |
| Eloy · Nico · Sergio | Chi tiết |        |

| Argentina                               | 4–2      | Hoa Kỳ         |
| --------------------------------------- | -------- | -------------- |
| E. Hilaire · Petrasso · Casado · Pajaro | Chi tiết | Alix · Francis |

| Tây Ban Nha                        | 6–2      | Argentina             |
| ---------------------------------- | -------- | --------------------- |
| Bustillo · David · Amarelle · Nico | Chi tiết | S. Hilaire · Petrasso |

## Vòng đấu loại trực tiếp
Ngày 3 và ngày 5 tháng 3 được chọn là ngày nghỉ.
|  | Tứ kết      | Tứ kết    |             |   | Bán kết       | Bán kết       |  |  | Chung kết | Chung kết |
|  |             |           |             |   |               |               |  |  |           |           |
|  | 4 tháng 3   |           |             |   |               |               |  |  |           |           |
|  |             |           |             |   |               |               |  |  |           |           |
|  | Tây Ban Nha | 5         |             |   |               |               |  |  |           |           |
|  | Tây Ban Nha | 5         | 6 tháng 3   |   |               |               |  |  |           |           |
|  | Thụy Sĩ     | 4         |             |   |               |               |  |  |           |           |
|  | Thụy Sĩ     | 4         | Tây Ban Nha | 3 |               |               |  |  |           |           |
|  | 4 tháng 3   |           | Tây Ban Nha | 3 |               |               |  |  |           |           |
|  |             | Ý         | 1           |   |               |               |  |  |           |           |
|  | Ý           | Ý         | 1           | 4 |               |               |  |  |           |           |
|  | Ý           |           | 7 tháng 3   | 4 |               |               |  |  |           |           |
|  | Uruguay     | 1         |             |   |               |               |  |  |           |           |
|  | Uruguay     | 1         | Tây Ban Nha | 4 |               |               |  |  |           |           |
|  | 4 tháng 3   |           | Tây Ban Nha | 4 |               |               |  |  |           |           |
|  |             | Brasil    | 6           |   |               |               |  |  |           |           |
|  | Bồ Đào Nha  | Brasil    | 6           | 6 |               |               |  |  |           |           |
|  | Bồ Đào Nha  | 6 tháng 3 |             | 6 |               |               |  |  |           |           |
|  | Pháp        | 3         |             |   |               |               |  |  |           |           |
|  | Pháp        | 3         | Bồ Đào Nha  | 2 |               |               |  |  |           |           |
|  | 4 tháng 3   |           | Bồ Đào Nha  | 2 |               |               |  |  |           |           |
|  |             | Brasil    | 7           |   | Tranh hạng ba | Tranh hạng ba |  |  |           |           |
|  | Brasil      | Brasil    | 7           | 7 | Tranh hạng ba | Tranh hạng ba |  |  |           |           |
|  | Brasil      |           | 7 tháng 3   | 7 |               |               |  |  |           |           |
|  | Argentina   | 2         |             |   |               |               |  |  |           |           |
|  | Argentina   | 2         | Ý           | 1 |               |               |  |  |           |           |
|  |             |           |             |   |               |               |  |  |           |           |
|  | Bồ Đào Nha  | 5         |             |   |               |               |  |  |           |           |
|  | Bồ Đào Nha  | 5         |             |   |               |               |  |  |           |           |

### Tứ kết
| Tây Ban Nha      | 5–4      | Thụy Sĩ                      |
| ---------------- | -------- | ---------------------------- |
| Amarelle · David | Chi tiết | Schirinzi · Leu · Baumi · Mo |

| Ý                 | 4–1      | Uruguay |
| ----------------- | -------- | ------- |
| Fruzzetti · Galli | Chi tiết | Martín  |

| Bồ Đào Nha             | 6–3      | Pháp                      |
| ---------------------- | -------- | ------------------------- |
| Alan · Victor · Madjer | Chi tiết | Samoun · Ottavy · Cardoso |

| Brasil                             | 7–2      | Argentina        |
| ---------------------------------- | -------- | ---------------- |
| Jorginho · Junior Negão · Benjamin | Chi tiết | Civale · Andrade |

### Bán kết
| Tây Ban Nha            | 3–1      | Ý         |
| ---------------------- | -------- | --------- |
| Nico · Amarelle · Eloy | Chi tiết | Fruzzetti |

| Brasil                     | 7–2      | Bồ Đào Nha |
| -------------------------- | -------- | ---------- |
| Benjamin · Buru · Jorginho | Chi tiết | Madjer     |

### Tranh hạng ba
| Bồ Đào Nha                                 | 5–1      | Ý        |
| ------------------------------------------ | -------- | -------- |
| Madjer · Ricardo Loja · Marinho · Belchior | Chi tiết | Pasquali |

### Chung kết
| Brasil                                         | 6–4      | Tây Ban Nha                        |
| ---------------------------------------------- | -------- | ---------------------------------- |
| Benjamin · Junior Negão · Neném · Buru · Bruno | Chi tiết | Eloy · Roberto · Amarelle · Sergio |

## Vô địch
| Giải vô địch bóng đá bãi biển thế giới 2004 |
| ------------------------------------------- |
| · Brasil · Lần thứ 9                        |

## Giải thưởng
| Vua phá lưới               |
| -------------------------- |
| Madjer                     |
| 12 bàn                     |
| Cầu thủ xuất sắc nhất      |
| Jorginho                   |
| Thủ môn xuất sắc nhất      |
| Roberto Valeiro            |
| Tân binh của năm           |
| Alessandro Giovinazzo (GK) |

## Cầu thủ ghi bàn
12 bàn
- Madjer

10 bàn
- Benjamin

7 bàn
- Alan
- Jorginho
- Amarelle

6 bàn
- Junior Negão

5 bàn
- Buru
- Neném
- Fruzzetti

4 bàn
- Belchior
- Juninho
- Nico

3 bàn
- Eloy
- David

2 bàn
- Rodriguez
- Meier
- Bustillo
- Nico
- Galli
- dos Santos
- Cardoso
- Ottavy
- Samoun
- Baumi
- Petrasso
- Belme
- Martin
- Victor
- Camilo
- Ricardo Loja
- Cantona
- Schirinzi
- Sergio
- Bruno
- Hernani

32 cầu thủ khác mỗi cầu thủ ghi được 1 bàn

## Bảng xếp hạng giải đấu
| VT | Bg | Đội         | ST | T | T+ | B | BT | BB | HS  | Đ  | Chung cuộc          |
| -- | -- | ----------- | -- | - | -- | - | -- | -- | --- | -- | ------------------- |
| 1  | A  | Brasil      | 5  | 5 | 0  | 0 | 42 | 12 | +30 | 15 | Vô địch             |
| 2  | D  | Tây Ban Nha | 5  | 4 | 0  | 1 | 22 | 13 | +9  | 12 | Á quân              |
| 3  | C  | Bồ Đào Nha  | 5  | 4 | 0  | 1 | 30 | 13 | +17 | 12 | Hạng ba             |
| 4  | B  | Ý           | 5  | 2 | 1  | 2 | 10 | 12 | −2  | 8  | Hạng tư             |
|    |    |             |    |   |    |   |    |    |     |    |                     |
| 5  | B  | Pháp        | 3  | 1 | 0  | 2 | 13 | 13 | 0   | 3  | Bị loại ở Tứ kết    |
| 6  | C  | Uruguay     | 3  | 1 | 0  | 2 | 8  | 13 | −5  | 3  | Bị loại ở Tứ kết    |
| 7  | D  | Argentina   | 3  | 1 | 0  | 2 | 8  | 15 | −7  | 3  | Bị loại ở Tứ kết    |
| 8  | A  | Thụy Sĩ     | 3  | 1 | 0  | 2 | 9  | 17 | −8  | 3  | Bị loại ở Tứ kết    |
|    |    |             |    |   |    |   |    |    |     |    |                     |
| 9  | B  | Perú        | 2  | 0 | 0  | 2 | 5  | 9  | −4  | 0  | Bị loại ở Vòng bảng |
| 10 | D  | Hoa Kỳ      | 2  | 0 | 0  | 2 | 2  | 8  | −6  | 0  | Bị loại ở Vòng bảng |
| 11 | A  | Đức         | 2  | 0 | 0  | 2 | 2  | 13 | −11 | 0  | Bị loại ở Vòng bảng |
| 12 | C  | Bỉ          | 2  | 0 | 0  | 2 | 5  | 18 | −13 | 0  | Bị loại ở Vòng bảng |